# Kepler-440b
| Podstawowe dane      | Podstawowe dane                               |
| -------------------- | --------------------------------------------- |
| Odległość            | 851+52−150                                    |
| Inne nazwy           | KOI-4087.01, KOI-4087 b, KIC 6106282 b        |
| Gwiazda              |                                               |
| Inne nazwy           | KOI-4087, KIC 6106282 2MASS J19012398+4127079 |
| Typ widmowy          | K                                             |
| Masa                 | 0,57+0,04−0,05 M☉                             |
| Promień              | 0,56+0,03−0,05 R☉                             |
| Metaliczność         | -0,30±0,15 Fe/H                               |
| Temperatura          | 4134±154 K                                    |
| Orbita               |                                               |
| Półoś wielka         | 0,24+0.07−0,04 AU                             |
| Ekscentryczność      | > 0,34                                        |
| Okres obiegu         | 101,1114+0,0009−0,0007 dni                    |
| Właściwości fizyczne |                                               |
| Masa                 | 4,12 M⊕                                       |
| Promień              | 1,86+0,24−0,19 R⊕ 0,166+0,021−0,017 RJ        |

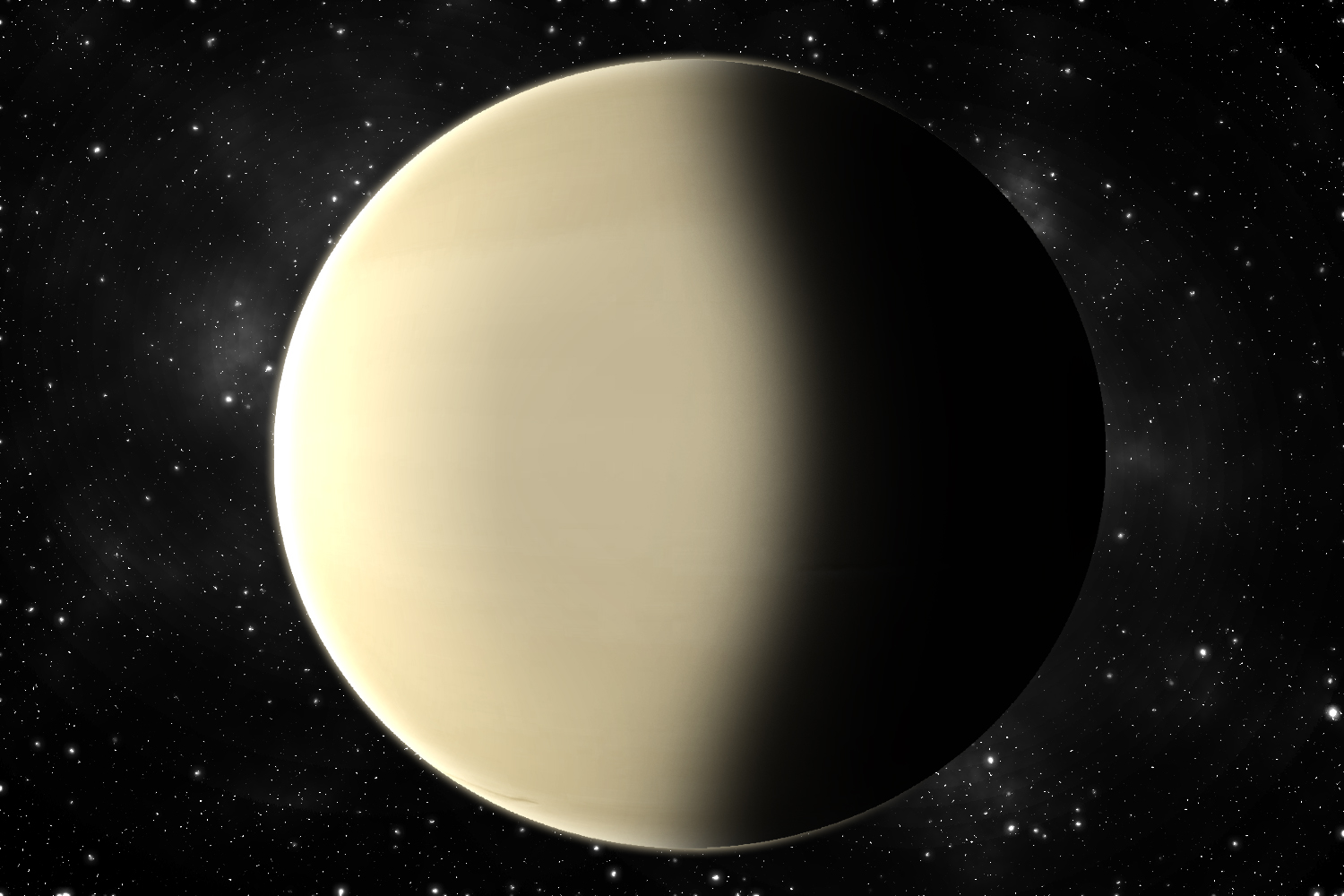
Artystyczna wizja Kepler-440b.

Kepler-440b – egzoplaneta krążąca wokół gwiazdy Kepler-440 oddalonej od Ziemi o około 851 ly (261 pc). Odkryta została w 2015 r. przez Kosmiczny Teleskop Keplera metodą tranzytową. Obiega swoją gwiazdę w czasie ok. 101 ziemskich dni w średniej odległości 0,242 AU. Ponieważ masa planety jest aż 4,12 razy większą od masy Ziemi, zaliczana jest ona do tzw. superziem.